# Il furioso all'isola di San Domingo
Il furioso all'isola di San Domingo è un'opera semiseria di Gaetano Donizetti su libretto di Jacopo Ferretti.
La prima rappresentazione ebbe luogo il 2 gennaio 1833 al Teatro Valle di Roma, con vivo successo. Il ruolo del protagonista, Cardenio, è la prima grande parte per baritono composta da Donizetti. Alla prima fu sostenuto da Giorgio Ronconi, all'epoca ventiduenne, a sua volta considerato il primo grande baritono della storia. L'opera ebbe pertanto un ruolo fondamentale nella definizione di questa tipologia vocale, in chiave già decisamente preverdiana.
Sul piano drammaturgico, si tratta di una delle poche opere che ritraggano la pazzia maschile, sia pure in chiave tragicomica.
Tipico esempio di melodramma semiserio, Il furioso alterna bruscamente episodi patetici e comici, pur pendendo sensibilmente sul fronte della commedia. Il ruolo del buffo è incarnato dal servo negro Kaidamà, su cui il protagonista sfoga le proprie delusioni amorose a colpi di bastone.
La parte di Cardenio, per contro, ha momenti di grande nobiltà, come nella cavatina Raggio d'amor parea o nell'arioso Ma dì, perché tradirmi?, prima dell'incontro con Eleonora, nel quale l'orchestra accenna le battute iniziali della celebre romanza di Nemorino nell'Elisir d'amore, Una furtiva lagrima.
La sapienza contrappuntistica di Donizetti si manifesta nel sestetto che costituisce il tempo lento del finale del primo atto.
Un tempo popolare, Il furioso è uscito di repertorio nella seconda metà dell'Ottocento, probabilmente perché troppo lontano dagli standard dell'epoca, nella sua eccentrica struttura drammaturgica. L'opera è stata rappresentata al Teatro Gaetano Donizetti di Bergamo nel 1987 con protagonisti Renato Bruson e Luciana Serra e, successivamente, nel 2013, con Simone Alberghini e Cinzia Forte.
La bizzarria del tema tuttavia si spiega in considerazione della parentela con il Don Chisciotte di Miguel de Cervantes, il modello a cui pare si sia ispirato l'autore anonimo della commedia da cui Ferretti trasse il libretto.

## Struttura musicale
- Sinfonia

### Atto I
- N. 1 - Introduzione
  - N. 1a - Cavatina di Marcella Freme il mar, lontan lontano
  - N. 1b - Duettino fra Bartolomeo e Marcella So per chi. Sempre pietose
  - N. 1c - Cavatina di Kaidamà Per obbedirvi rapido... (Kaidamà, Bartolomeo, Coro)
  - N. 1d - Cavatina di Cardenio Raggio d'amor parea
  - N. 1e - Stretta A quello squallido (Marcella, Bartolomeo, Coro, Kaidamà)
- N. 2 - Coro e Cavatina di Eleonora Ahi, sciagura! Spumante s'incalza - Vedea languir quel misero (Coro, Kaidamà, Marcella, Eleonora)
- N. 3 - Duetto fra Cardenio e Kaidamà Taceva e mi guardava
- N. 4 - Coro e Cavatina di Fernando Ecco alfin l'onde tranquille - Al mio desir s'oppose (Coro, Fernando)
- N. 5 - Finale I Che il sorriso mio primiero (Eleonora, Marcella, Coro, Cardenio, Bartolomeo, Fernando, Kaidamà)

### Atto II
- N. 6 - Coro e Duetto fra Cardenio ed Eleonora Là non v'è / Neppur qui - Pietà! T'inganni (Coro, Kaidamà, Cardenio, Eleonora)
- N. 7 - Coro e Aria di Fernando Più da temer non v'è - La ragion che avea perduto (Coro, Fernando)
- N. 8 - Duetto fra Cardenio e Kaidamà Fu l'orror dei tradimenti
- N. 9 - Aria Finale di Eleonora Nel piacer di questo dì (Eleonora, Cardenio, Kaidamà, Fernando, Bartolomeo, Coro)

## Cast della prima assoluta
| Personaggio | Interprete            |
| ----------- | --------------------- |
| Cardenio    | Giorgio Ronconi       |
| Eleonora    | Elisa Orlandi         |
| Fernando    | Lorenzo Salvi         |
| Bartolomeo  | Filippo Valentini     |
| Marcella    | Marianna Franceschini |
| Kaidamà     | Ferdinando Lauretti   |

## Discografia
| Supporto | Anno | Cast (Cardenio, Eleonora, Fernando, Kaidamà)                                                            | Direttore           | Etichetta   |
| -------- | ---- | --- | ------------------- | ----------- |
| CD       | 1987 | Stefano Antonucci, Luciana Serra, Luca Canonici, Maurizio Picconi, Elisabetta Tandura, Roberto Coviello | Carlo Rizzi         | Bongiovanni |
| DVD      | 2013 | Simone Alberghini, Cinzia Forte, Francesca Marsiglia, Filippo Morace                                    | Giovanni Di Stefano | Bongiovanni |